# 모아저축은행
모아저축은행은 대한민국의 저축은행이다. 본사는 인천광역시 미추홀구에 있고 분당, 일산, 평촌, 부천 등에 지점이 있다.
1971년 인천에서 개업한 항도권업이 전신인데 1982년 한서상호신용금고로 이름을 바꿨다. 2002년 상호신용금고가 상호저축은행으로 바뀌면서 한서상호저축은행으로 바뀌었고 2006년 모아저축은행으로 이름을 바꿨다.